# WARP (JUDY AND MARYのアルバム)
『WARP』（ワープ）は、JUDY AND MARYの6枚目のオリジナル・アルバム。2001年2月7日発売。発売元はエピックレコードジャパン。

## 解説
- 活動休止を経て、前作より2年8ヶ月ぶりに発表されたアルバム。

- 「最高のアルバムができた」とバンドはアルバム発表と同時に解散を発表。本作はラスト・アルバムとなった。
- 本作発売から約1ヶ月後に行われた東京ドームのライブにてバンドは解散した。
- 初回プレスは特製三方背WARP BOX仕様。

## 収録曲
作詞：Tack and yukky，作曲・全編曲：TAKUYA（特記以外）
1. Rainbow Devils Land (3:53)
2. WARP (0:50)
3. Brand New Wave Upper Ground  (4:56)
  - 作詞：YUKI
    - 18thシングル。ベスト・アルバム『FRESH』にも収録された。
4. カメレオンルミィ (3:37)
  - アルバム曲ながら、FUNなどの音楽番組でも披露された。
5. PEACE (5:54)
  - コーラスにTAKUYAが参加しており、2番のメロ部分はTAKUYAがメインパートを務めている。
  - 後に22ndシングル「PEACE -strings version-」としてシングルカットされた。
6. LOLLIPOP  (3:59)
7. あたしをみつけて (5:47)
  - 作詞：YUKI　作曲：五十嵐公太
  - 大塚製薬『ポカリスエット』CMソング。
8. mottö (3:02)
  - 20thシングル。
9. ラッキープール (5:35)
  - 21stシングル。
10. Sugar cane train (3:49)
  - 作詞：YUKI
  - 19thシングル「ひとつだけ」のカップリング曲。
11. ガールフレンド (4:26)
  - 作詞：YUKI
  - 20thシングル「mottö」のカップリング曲。
12. ひとつだけ -ver. WARP- (6:08)
  - 19thシングル。曲が終わると「WARP」が流れる。表示はされていないが、ボーカルを新たに録り直している。
  - 『COMPLETE BEST ALBUM「FRESH』にはこのバージョンで収録されている。